# Helen Barolini
Helen Frances Barolini, alla nascita Helen Frances Mollica (Syracuse, 18 novembre 1925 – 29 marzo 2023), è stata una scrittrice, traduttrice e saggista statunitense.

## Biografia

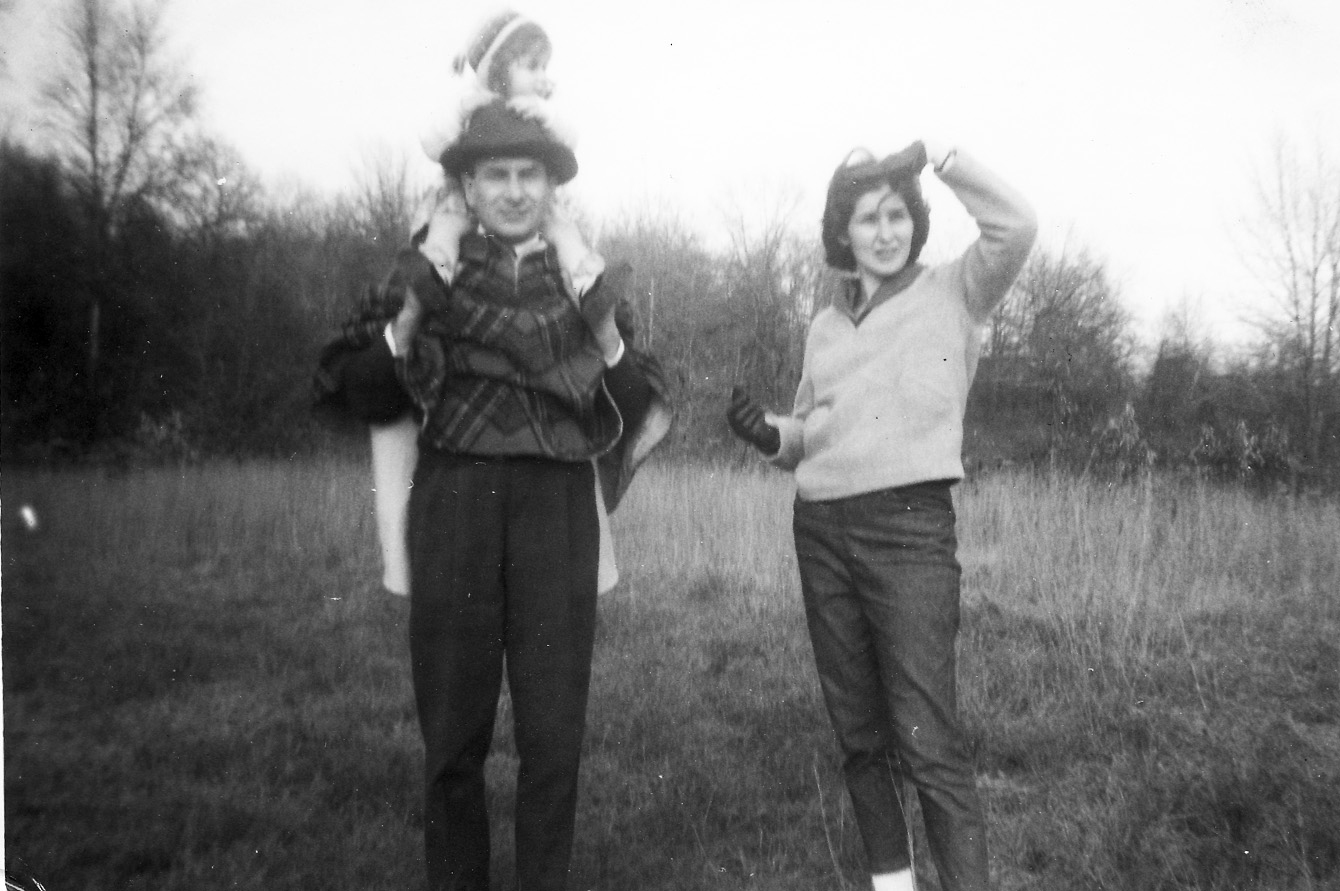
Helen Barolini con il marito Antonio Barolini e la figlia Nicoletta, 1962

Helen Barolini è il nome da sposata di Helen Mollica, nata a Syracuse (New York) da genitori di origine italiana. Laureatasi in letteratura inglese all'Università di Syracuse nel 1947, perfezionò gli studi nel Regno Unito, all'Università di Londra. Si recò successivamente in Italia dove nel 1950 sposò lo scrittore e giornalista Antonio Barolini, che fu a lungo corrispondente del quotidiano La Stampa dagli Stati Uniti d'America.
Helen cominciò la sua attività letteraria come traduttrice, ma presto si cimentò anche nella composizione poetica e teatrale e nella produzione di saggi letterari. Nel 1979 completò la stesura del romanzo Umbertina, per il quale ricevette the Americans of Italian Heritage Award nel 1984 e la cui versione italiana sarà vincitrice del Premio letterario Giuseppe Acerbi nel 2008. Il romanzo è ispirato alla figura della nonna calabrese della scrittrice e del proprio personale viaggio di riscoperta delle proprie radici.
Nel 1985 Barolini pubblicò un'opera pionieristica, un'antologia delle scrittrici italoamericane la cui voce era allora largamente ignorata. The Dream Book: An Anthology of Writings by Italian American Women vince l'American Book Awards e il Susan Koppelman Award for Feminist Studies nel 1986. Nei suoi romanzi successivi Barolini rimase fedele ai suoi legami con la cultura italoamericana, della quale è divenuta uno delle voci più autentiche e popolari. È morta il 29 marzo 2023 all'età di 97 anni.

## Opere
- Umbertina (1979) New York: Feminist Press, 1999. ISBN 9781558612051. Edizione in lingua italiana: Umbertina; traduzione di Susan Barolini e Giovanni Maccari; introduzione di Laura Lilli, Cava de' Tirreni: Avagliano, 2001, ISBN 88-8309-016-0
- Love in the Middle Ages. New York: Morrow, 1986. ISBN 068806387X.
- Festa: Recipes and Recollections of Italian Holidays. Illustrations by Karen Barbour. San Diego: Harcourt Brace Jovanovich, 1988. ISBN 0151457719.
- Aldus and His Dream Book: An Illustrated Essay. New York: Italica Press, 1992. ISBN 0934977224.
- Chiaroscuro: Essays of Identity. (1997) Rev. ed. Madison: U of Wisconsin P, 1999. ISBN 029916084X.
- The Dream Book: An Anthology of Writings by Italian-American Women. (1985) Rev. ed. Syracuse: Syracuse UP, 2000. ISBN 0815606621.
- More Italian Hours, and Other Stories. Boca Raton: Bordighera, 2001. ISBN 1884419488.
- Rome Burning. Delhi: Birch Brook Press, 2004. ISBN 0913559865.
- Their Other Side: Six American Women and the Lure of Italy. New York: Fordham UP, 2006. ISBN 9780823226290.
- A Circular Journey. New York: Fordham UP, 2006. ISBN 9780823226153.

## Riconoscimenti

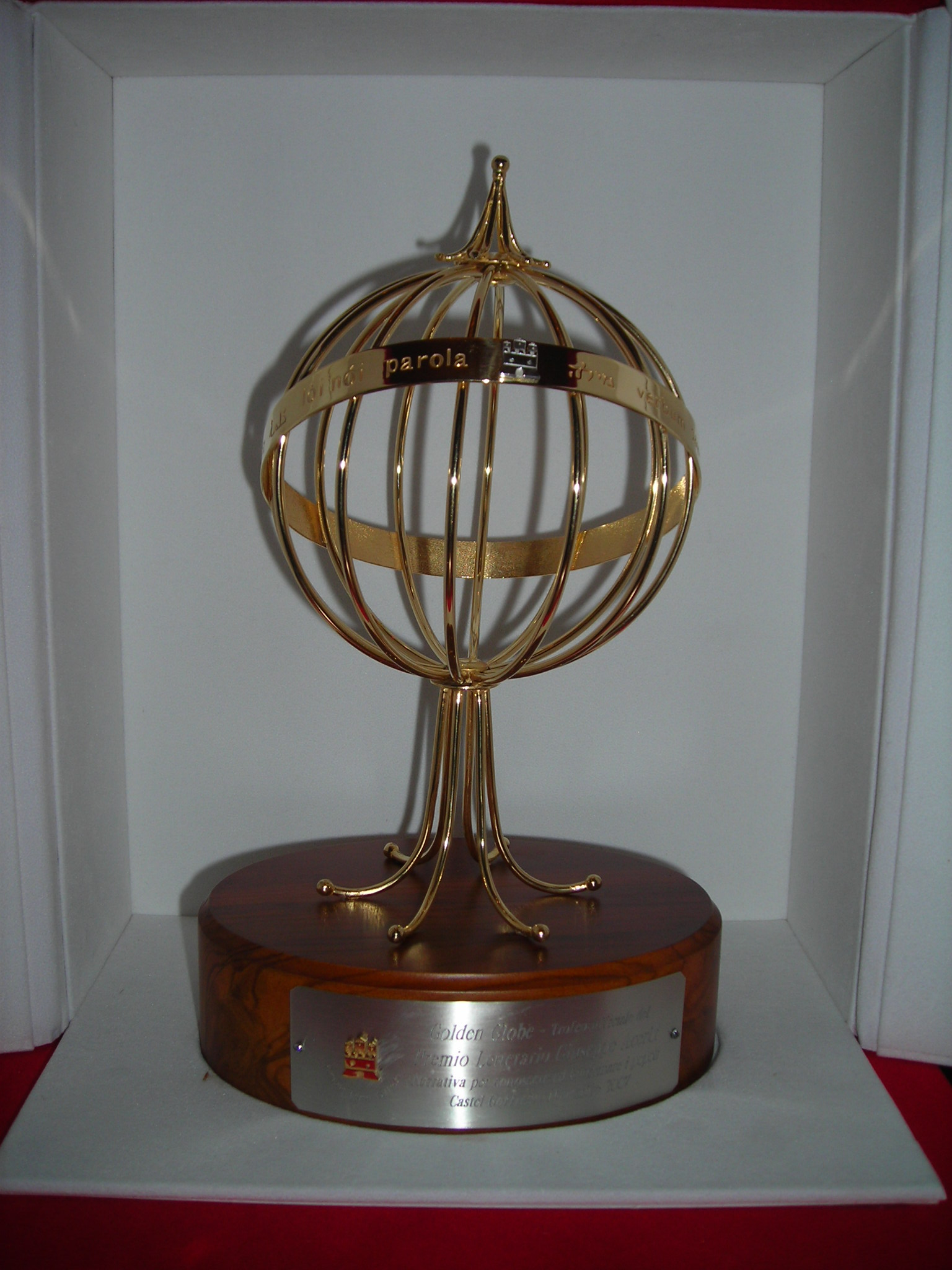
Premio letterario Giuseppe Acerbi.

- 2008 - Premio letterario Giuseppe Acerbi per il romanzo Umbertina.